# Осада Яйце (1464)
Осада Яйце произошла в период с 10 июля по 22 августа 1464 года, во время османского завоевания Боснии и Герцеговины, когда османская армия под командованием султана Мехмеда II предприняла новую попытку завоевать Боснию и взять под контроль стратегически важную крепость Яйце, расположенную к югу от Баня-Луки, которая в то время находилась под контролем Венгрии.
Несмотря на массированную бомбардировку, последняя атака османов была с большим трудом отбита, и, узнав, что король Венгрии Матьяш I приближается с армией на помощь, Мехмед снял осаду

## Предпосылки
В 1463 году Мехмед II вторгся в Боснию, находившуюся в то время под властью Венгрии, и оккупировал её, казнив католического короля Стефана Томашевича, несмотря на обещание сохранить ему жизнь, если он сдастся.
В сентябре 1463 года под эгидой Папы Римского Пия II и (Габсбургской) Священной Римской империи, Венгрии и Венеции (а также герцогства Бургундия Филиппа Доброго) заключили союз для противодействия османским завоеваниям в Сербии. В декабре 1463 года стратегически важная крепость Яйце, расположенная к югу от Баня-Луки, была отвоёвана венгерским королём Матьяшем Корвином, сыном Яноша Хуньяди, после осады, последовавшей за контратакой в Боснии в конце сентября 1463 года.
После отвоевания Яйце многие другие боснийские укреплённые города открыли свои ворота венгерским войскам. Часть Боснии, отвоёванная у османов, была организована в банат со столицей в Яйце и губернатором Эмериком Запольяи.

## Битва
В июле 1464 года османский султан Мехмед II, намереваясь вернуть Яйце, приказал начать новое наступление на Боснию. Мехмед лично командовал войском, состоявшим из 30 000 человек
Османская армия, вероятно, выступила из Эдирне в конце мая, «поскольку Малипьеро датирует осаду Яйце периодом с 10 июля по 24 августа, а Энвери […] также говорит, что она началась в июле». Османская армия, вероятно, выступила из Эдирне в конце мая, «поскольку Малипьеро датирует осаду Яйце периодом с 10 июля по 24 августа, а Энвери […] также говорит, что она началась в июле».
Основная часть османской армии достигла Яйце 10 июля 1464 года. Несмотря на более чем шестинедельную массированную подрывную деятельность и бомбардировки, венгерская оборона устояла и смогла отразить турецкие атаки. 22 августа Мехмед приказал начать наступление на следующее утро с трёх сторон, но после тяжёлых потерь османы снова были отброшены назад. Когда до османской армии дошли новости о наступлении короля Корвина с силами поддержки со стороны Савы, Мехмед II решил бросить обоз, пушки в реку и отступить в Софию 22 августа.

## Последствия
Мехмед-бей Миннетоглу был назначен губернатором Боснии после второй осады Яйце
Хотя венгерские войска успешно сохранили контроль над Яйце и частью северной Боснии, оставшаяся территория отошла к османам, которые к 1483 году после падения Герцеговины установили полное господство.